# Douglas DC-3

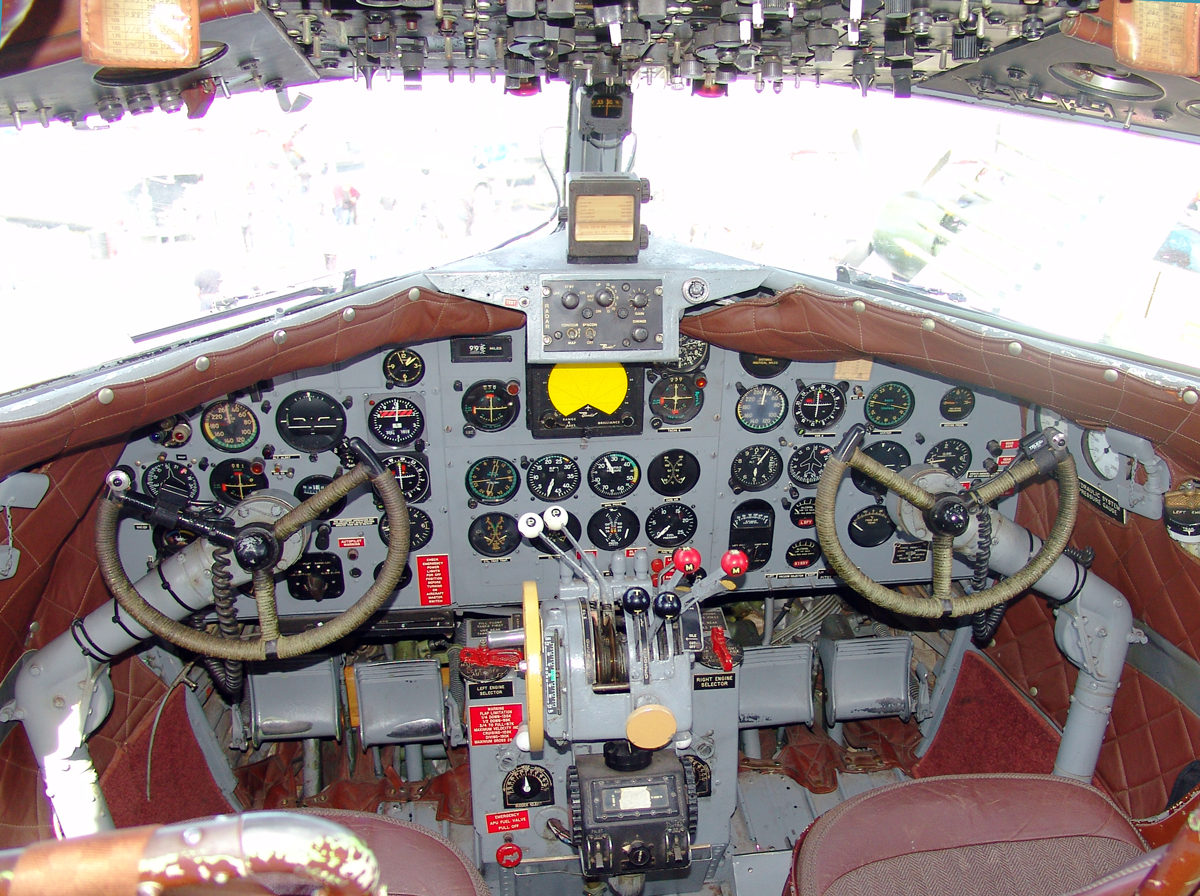
Cockpit.

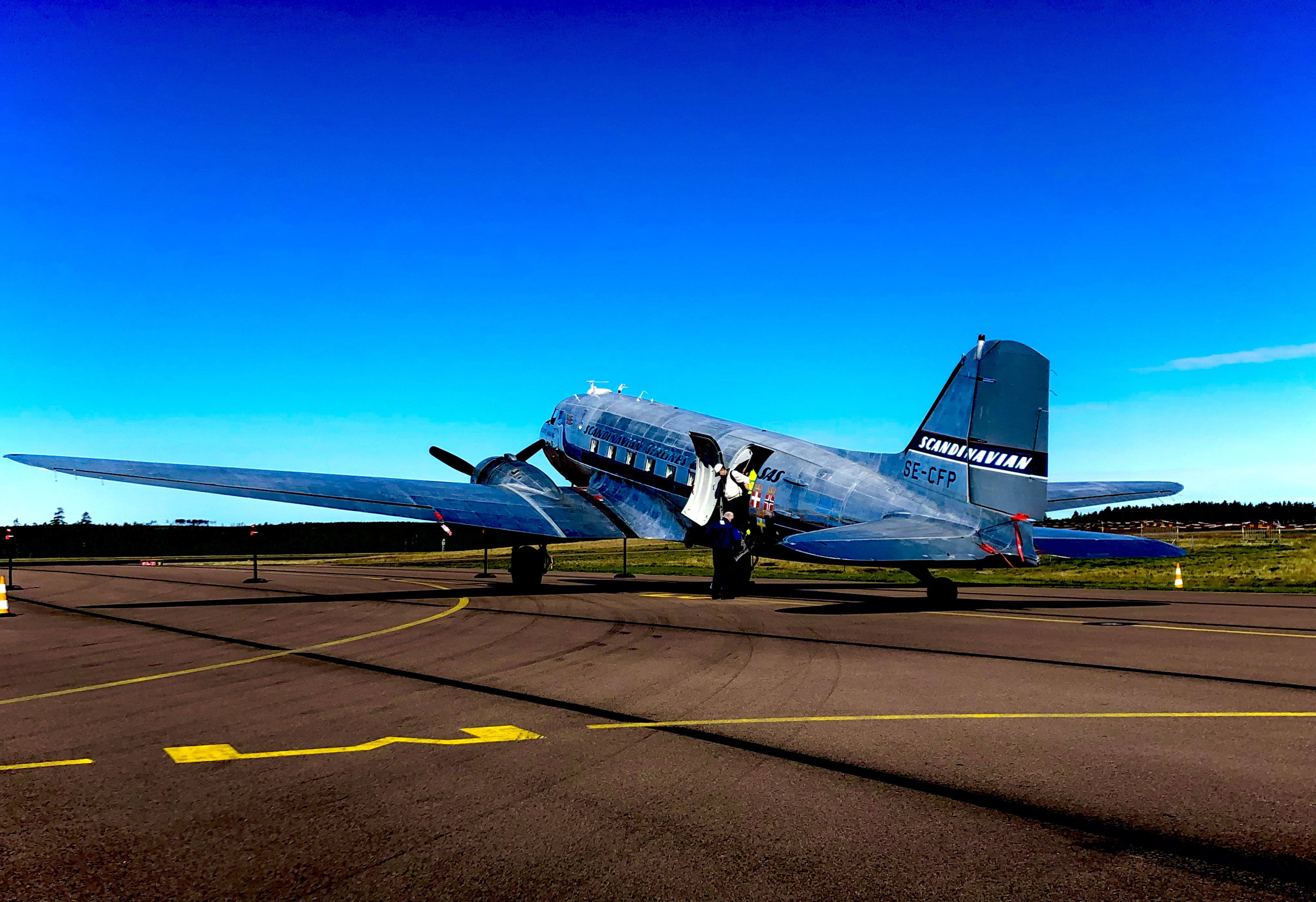
Bild bakifrån.

Douglas DC-3 är ett av världens mest tillverkade transport- och passagerarflygplan. Prototypen flög redan 17 december 1935. Den utvecklades från DC-2 som ett passagerar- och posttransportflygplan. Totalt tillverkades drygt 16 000 DC-3 (huvuddelen för militärt bruk), varav fler än 400 fortfarande var i kommersiell drift 1998.

## Bakgrund
I början av 1930-talet, när den kommersiella flygtrafiken på USA:s inrikeslinjer fortfarande till stor del förlitade sig på små, långsamma biplan, var det rena passagerarflyget i USA knappast profitabelt. De olika aktörerna fick utöka verksamheten med federala uppdrag (som bland annat flygpost) för att verksamheten skulle kunna bära sig. Det var först med introduceringen av DC-3 som detta ändrades.
Den ursprungliga modellen, kallad antingen "Douglas Sleeper Transport" eller "Skysleeper" var designad som ett sovflyg, med 14 fåtöljer, som kunde fällas ut och kombineras till sju bäddar. Sju andra bäddar kunde fällas ner från taket. Dessutom fanns en särskild lyxsvit längst fram i kabinen. Dagversionen hade i stället 21 till 28 konventionella fåtöljer.

## Andra världskriget
Det var under andra världskriget som DC-3 fick sin storhet, då behovet av snabba transporter ökade enormt. US Army Air Forces mönstrade in nästan alla civila DC-3 samt alla flygplan som då var under produktion. De fick benämningarna C-48, C-49, C-50, C-51 och C-52. En militär version med lastdörr, förstärkt golv, förstärkta vingar och med ökad max startvikt fick beteckningen C-47. Den versionen blev den i särklass mest tillverkade. Den militära passagerarversionen i sin tur blev C-53. RAF och RCAF benämnde flygplanet Dakota. DC-3 i alla dess varianter användes av de allierade i kriget på samtliga krigsskådeplatser, samt av Japan, som redan före kriget fått licens att bygga planet under namnet Showa L2D.
Sovjetunionen licenstillverkade flygplanet men med ett sovjetiskt motoralternativ benämnt Lisunov Li-2 (NATO-rapporteringsnamn Cab). Då de allierade genomförde invasionen i Normandie den 6 juni 1944, användes C-47 som bogserflygplan för lastglidflygplan av typ Airspeed Horsa. 
En C-47 kunde, om nödvändigt, bogsera upp till tre fullastade lastglidflygplan samtidigt. Under Koreakriget byggdes ett antal DC-3 om till gunships, vilka var utrustade med ett antal kraftiga kanoner.  Totalt tillverkades 455 civila DC-3 plus ytterligare 10 174 i olika militära utföranden i USA. Forskning i sovjetiska arkiv på senare år har visat att upp till 7 000–8 000 Li-2 kan ha tillverkats där.

## Sverige

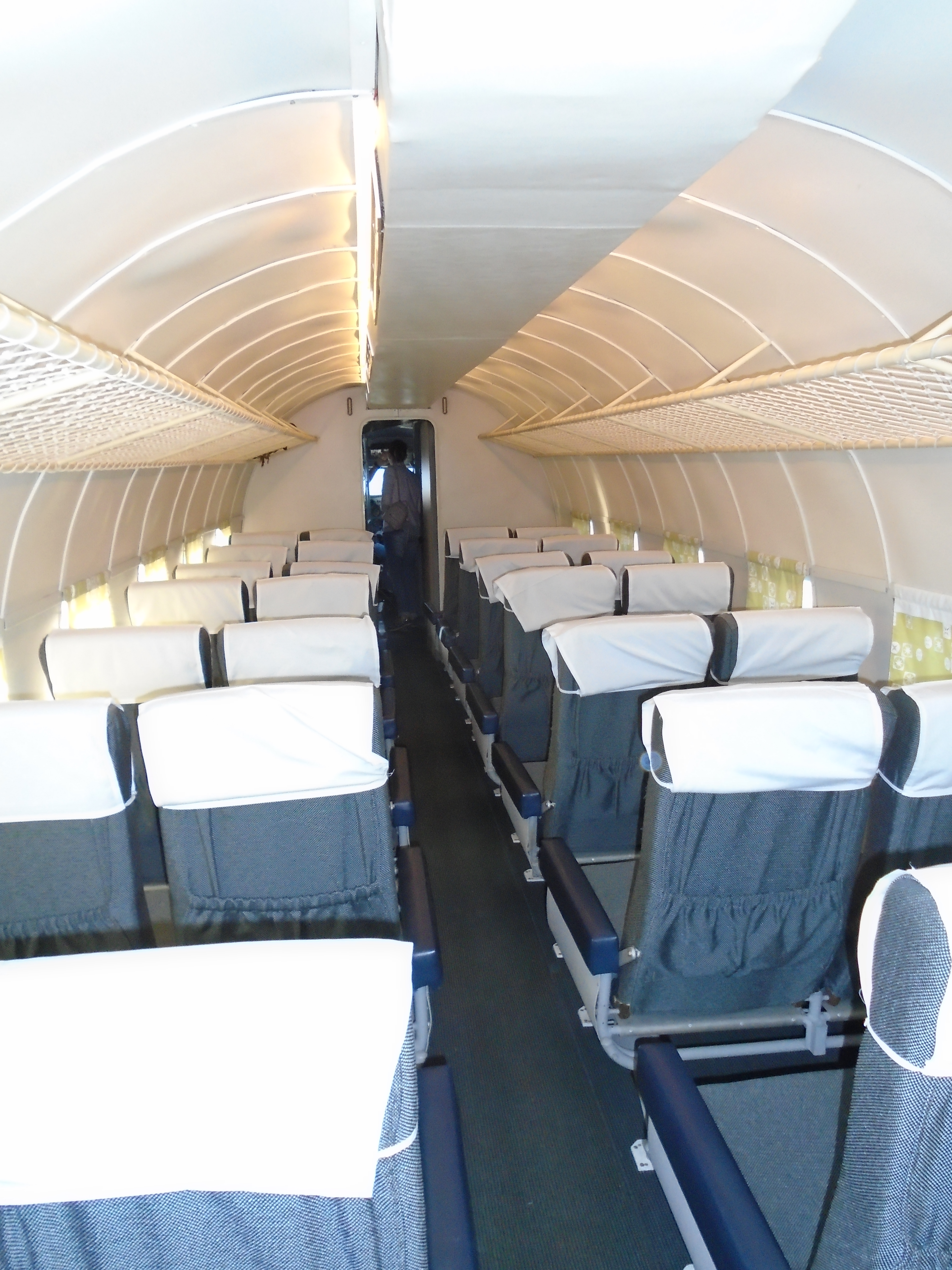
Ett typiskt utseende på kabinen hos DC-3.

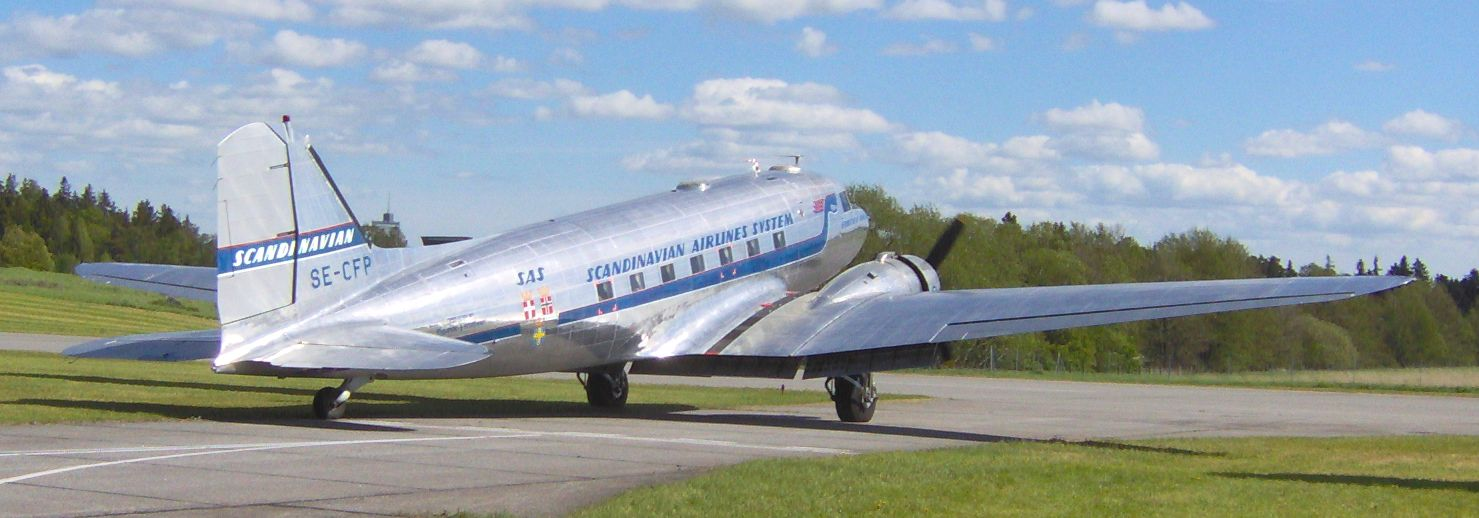
Föreningen Flygande Veteraners DC-3 Daisy, taxar ut till start på Stockholm-Barkarby flygfält under EAA:s Fly-In 2006.

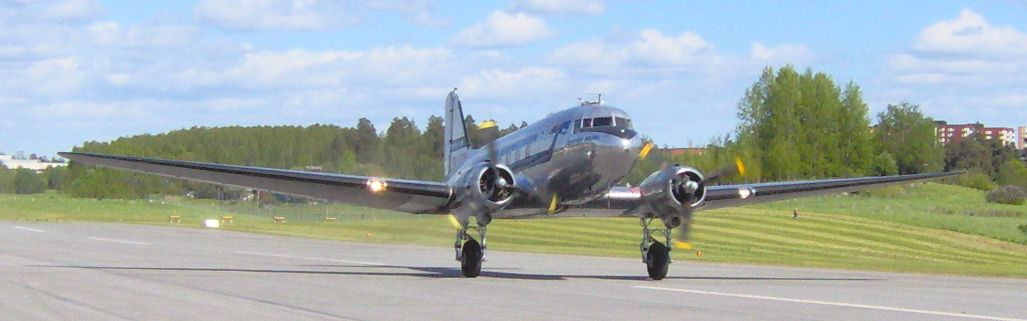
DC-3 Daisy, startar på Stockholm-Barkarby flygplats.

År 1937 köpte ABA tre exemplar för att sättas in på de internationella flyglinjerna. I början av andra världskriget köptes ytterligare två för ha tillräckligt många flygplan för att upprätthålla bland annat en kurirtrafik av ABA med Storbritannien med DC-3. Flypplanen flögs under dåligt väder och med belysningen släckt. Natten mellan den 27 och 28 augusti 1943 försvann Gladan (SE-BAF) över Nordsjön på väg hem från Skottland.

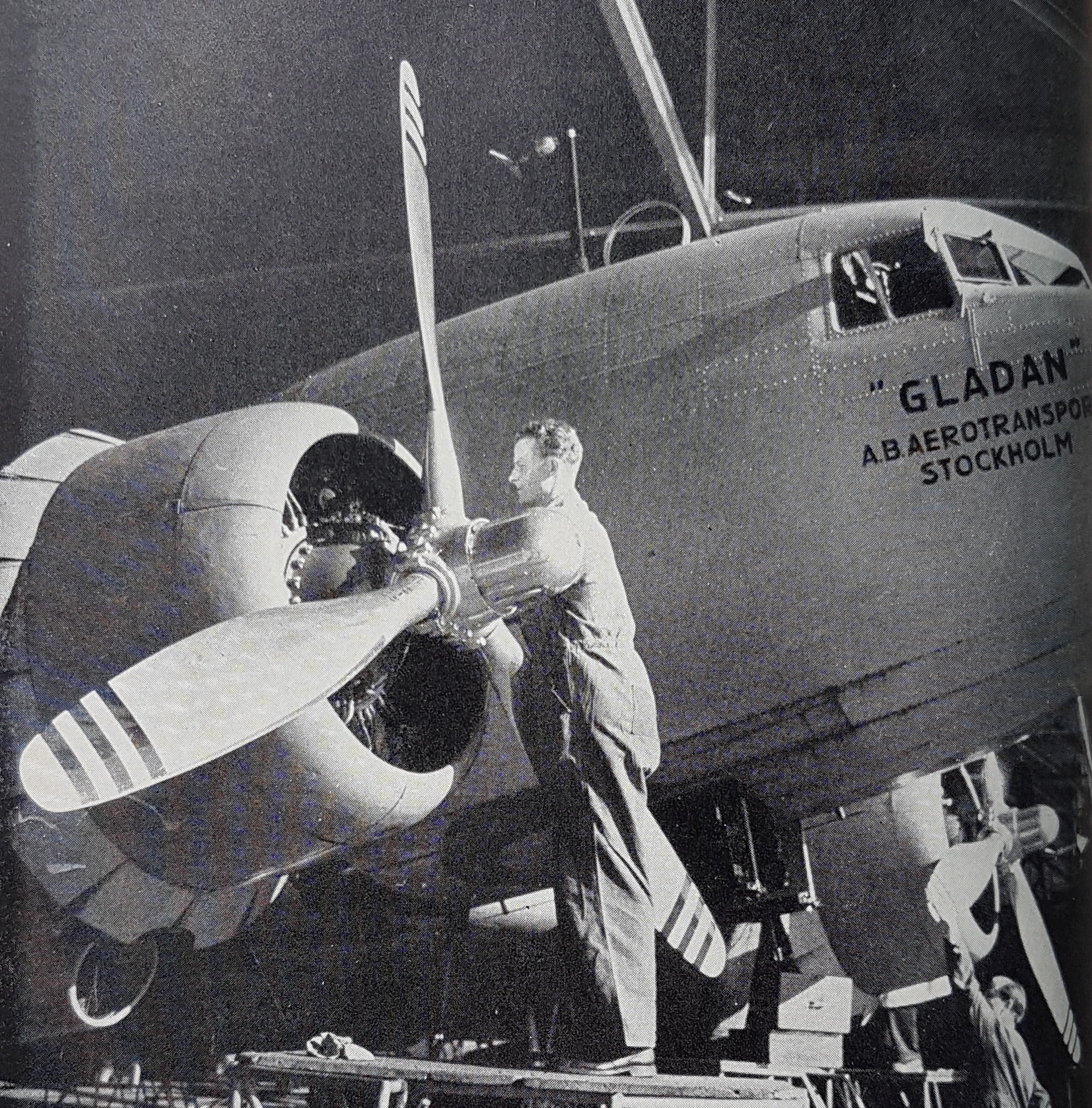
”Gladan” ses över innan Gunnar Lindner skall flyga till Skottland på flygplanets sista kurirflygningsuppdrag i augusti 1943.

Kurirtrafiken fortsatte dock, och 22 oktober 1943 anfölls Gripen (SE-BAG) av tyskt jaktflyg och endast två av de ombordvarande överlevde. Efter dessa båda nedskjutningar avbröts flygningarna under en tid. Förhandlingar inleddes med Tyskland och England om fri lejd, varefter trafiken kunde återupptas med flygplanskroppen märkt med stora bokstäver och med all belysning tänd. 
Efter kriget fanns ett stort antal DC-3 på andrahandsmarknaden, varför ABA utökade sin flotta med ett antal flygplan. ABA/SAS hade i slutet av 1950-talet 24 DC-3 i sin flygplansflotta.
I den svenska, civila trafiken använde SAS DC-3 mellan 1948 och 1957, varpå Linjeflyg fortsatte från 1957 till 1965.

### Svenska flygvapnet
Mellan åren 1949 och 1984 ingick Douglas DC-3 i Flygvapnet som transportflygplan och benämndes Tp 79. 
Flygvapnet köpte sina två första DC-3:or 1949, vilka konverterades för att användas till signalspaning. Den sista Tp 79 inköptes 1975. Totalt kom Flygvapnet att operera åtta flygplan, dock aldrig med fler än sex samtidigt. Den sista flygplansindividen togs ur tjänst 1984.
Tp 79 var inledningsvis baserade vid Skaraborgs flygflottilj (F 7) och Svea flygflottilj (F 8). Då F 8 lades ner som förband 1974 flyttades kvarvarande flygplan, Tp 79, Tp 83, Tp 52 och Tp 85 till Östgöta flygflottilj (F 3). Vid F 3:s nedläggning 1974 blev Malmslätt detachement till Bråvalla flygflottilj och kallades F 13M. Flygplanen märktes om med flottiljsiffra 13 med fortsatt basering på Malmslätt. Bland flygplanstypens många arbetsuppgifter inom Flygvapnet kan nämnas signalspaning, materieltransporter, utveckling och utprovning av ny elektronik samt radarutrustning, utbildning av navigatörer, transport av Arméns fallskärmsjägare, VIP-transporter, samt biståndsflygningar i bland annat Röda Korsets tjänst.
Mest omtalad är 79001, den Tp 79 som sköts ner av ett sovjetiskt jaktflygplan den 13 juni 1952, vilket gav upphov till den så kallade Catalinaaffären.

### Flygplansindivider i Svenska flygvapnet

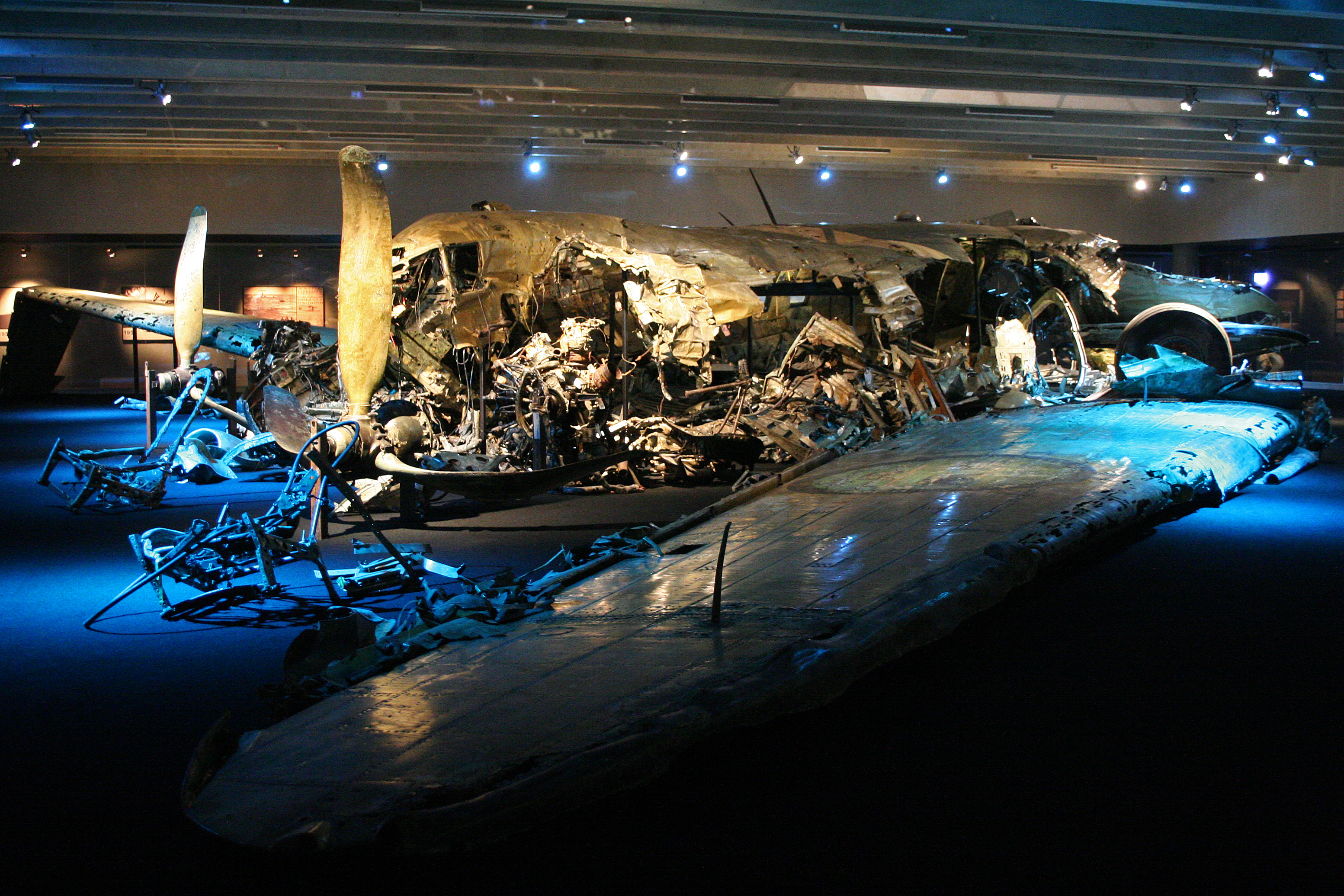
Det bärgade vraket av Tp79001 ”Hugin” på Flygvapenmuseum i Linköping.

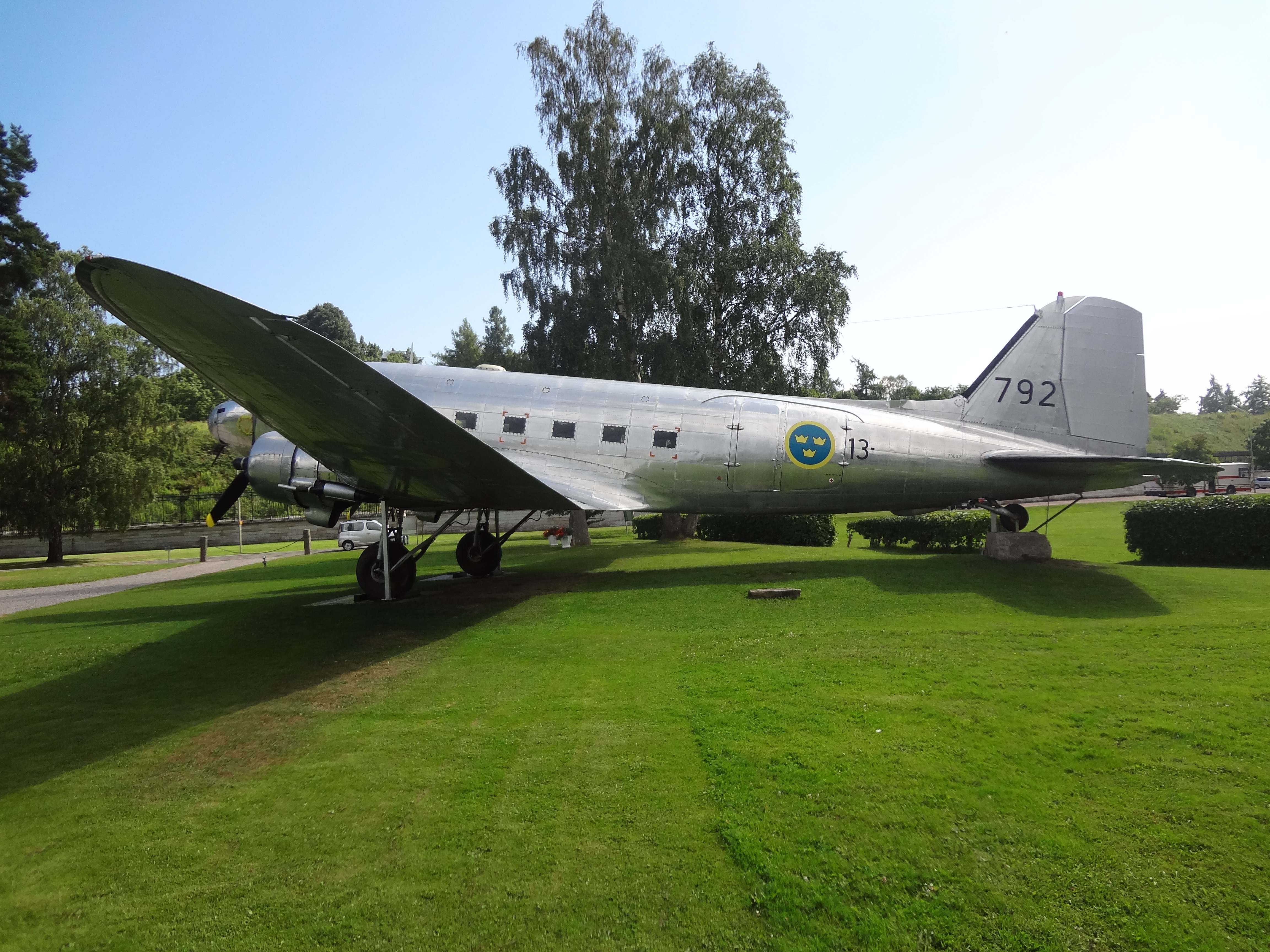
DC-3 792 (79002) Munin uppställd utanför Fallskärmsjägarskolan i Karlsborg sommaren 2012.

- 79001. DC-3A-360 (c/n 9001). Levererad till USAAF 1943 som C-47-DL, 42-5694. Såld till Skandinaviska Aero AB 1946 och flugen från Hanau till Norrtälje via Bromma 13 februari. Svensk registrering SE-APZ från och med 10 juli 1946 . Döpt till Pollux. Såld till SILA 1947 och vidare till SAS 1 juni 1948. Till Flygvapnet 7 maj 1949. Baserad på F 8 Barkarby utan fenkod och flottiljsiffra. Smeknamn Hugin. Nedskjuten öster om Gotland 13 juni 1952. Återfunnen 10 juni 2003. Vraket har konserverats och finns utställt i en egen avdelning på Flygvapenmuseum.

- 79002. DC-3A-360 (c/n 9103). Levererad till USAAF 1943 som C-47-DL, 42-32877. Såld till Skandinaviska Aero AB 1946 och flugen från Hanau till Norrtälje via Bromma 13 februari 1946. Svensk registrering SE-APW från och med 27 mars 1946. Döpt till Polaris. Till SILA 1947 och SAS 16 juni 1948. Till Flygvapnet 7 maj 1949. Baserad vid F 8 Barkarby utan fenkod och flottiljsiffra. Smeknamn Munin. Senare märkt F 8/72, F 3/72, och F 13/792. Skänkt till Skokloster motormuseum i utbyte mot en Rolls-Royce Griffon-motor åt Flygvapenmuseum. Flugen av Flygvapnet till Skå-Edeby flygfält i augusti 1983. Ett par dagar senare flugen tidigt en morgon av en civil pilot som icke militärt flygplan utan civil registrering till Skokloster där den landade på ett fält nära museet. Statiskt utställd utomhus sen dess. I september 2008 såldes planet till Peter Flensburg som i maj 2009 sålde planet vidare till Fallskärmsjägarskolans kamratförening, Fallskärmsjägarklubben, för att statiskt ställas upp på FJS gamla förläggningsplats  "Lägret" vid Karlsborgs fästning strax utanför västra vallen. Planet transporterades med båt från Skokloster via Södertälje kanal, vidare genom Göta kanal över Vättern till Karlsborg.

- 79003. DC-3A-360 (c/n 9010). Levererad till USAAF 28 januari 1943 som C-47A-DL, 42-5703. Till 9th Air Force 30 april 1943. Såld till Skandinaviska Aero AB 1946 och flugen från Hanau till Västerås via Bromma 5 februari 1946. Svensk registrering SE-ARX från och med 20 maj 1946. Döpt till Regulus. Till SILA 1947 och SAS 16 juni 1948 som Bertil Viking. Till Flygvapnet för Arméns Fallskärmsjägarskolas räkning 2 november 1950. Smeknamn Pegasus. Baserad först på Skaraborgs flygflottilj som F 7/73 och senare som F 13/793. Såld till Transport Aérien Zaireis 1983 som 9Q-CYD. Haveri under start på Kissidougou i Guinea 16 januari 1984. Flygplanet totalförstört.

- 79004. DC-3A-  (c/n 19771). Till USAAF 8th Air Force 6 mars 1944 som C-47A-80-DL, 43-15305 fram till 14 april 1944. Därefter till 9th Air Force 16 april 1944 i Neth i Belgien. Till Danmark 14 april 1947 som OY-DDY hos DDL, till SAS 1 augusti 1948 som LN-LMR Trym Viking, vidare till Fred Olsen A/S 21 maj 1952. Till Flygvapnet för Arméns Fallskärmsjägarskolas räkning 16 oktober 1952. Smeknamn Örnen. Baserad först på Skaraborgs flygflottilj som F 7/74 och senare som F 13/794. Såld till Transport Aérien Zaireis 1983 som 9Q-CYE. Flögs åter till Sverige i samband med att oroligheter blossade upp 1991, men återvände till Zaire två år senare. För närvarande uppställd i Kinshasa. I samband med att man letade efter en DC-3 att ställa upp som monument vid FJS i Karlsborg gjordes försök att köpa "Örnen" för att återföra den till Sverige, men dessa planer fick överges av ekonomiska skäl.

- 79005 — inköpt april 1956. Havererade vid landning på F 11 Nyköping 9 oktober 1974.

- 79006. Tillverkat i Long Beach, Kalifornien (c/n 13883). Levererad till USAAF 5 oktober 1943 som C-47 A-60-DL Skytrain. USAAF no. 43-30732. Tillhörde 9th Air Force, 52nd Troop Carrier Wing och var stationerad i Oran, Algeriet och i Storbritannien. Från flygfältet Barkstone Heath deltog hon i luftlandsättningarna under Dagen D den 6 juni 1944. Efter krigsslutet avförd ur USAAF och 1946 konverterad av Canadair Ltd. till en DC-3C. Såld till Det Norske Luftselskap (reg LN-IAF och namnet Nordfugl). Efter 1948 i SAS-trafik i norsk inrikestrafik med namnet Fridtjof Viking. Såld till ABA 1957 för bruk i Linjeflyg, ny svensk registrering SE-CFP 13 augusti. Såld av ABA till Flygvapnet i juni 1960 och baserad vid F 7 Såtenäs. Militär märkning 76 på fenan, 796 från 1980. Avställd i Flygvapnet 1982 och såld till privatpersonerna Ingemar Wärme och Jimmie Berglund för 80 000 kronor. Återregistrerat civilt 26 juni 1984 som SE-CFP. Ägarskapet överfört till stiftelsen Flygande Veteraner. Flyger fortfarande som veteranflygplan i föreningen Flygande Veteraners regi, sedan säsongen 1986 i SAS klassiska "drakmålning" med namnet Fridtjof Viking och smeknamnet Daisy.

- 79007. C/n 13647, levererat till USAAF den 19 juni 1944 som en C-47A-15-DK med USAAF no. 42-93706. Efter andra världskrigets slut konverterat till en DC-3A-456 och köpt av Det Norske Luftselskap, reg LN-IKH, med namnet Nordheim. I SAS 1948-57 under namnet Hallvard Viking. Sålt till ABA 1957 för bruk i Linjeflyg under reg SE-CFR (den 21 september). Såld i juni 1960 till Flygvapnet. 77 på fenan, efter 1980 797. Avställt och fluget till Malmen, där det den 2 december 1982 överfördes till de Flyghistoriska samlingarna och ännu finns utställt på Flygvapenmuseum.

- 79008 — inköpt augusti 1975 från västtyska flygvapnet som ersättning för 79005.

## Galleri

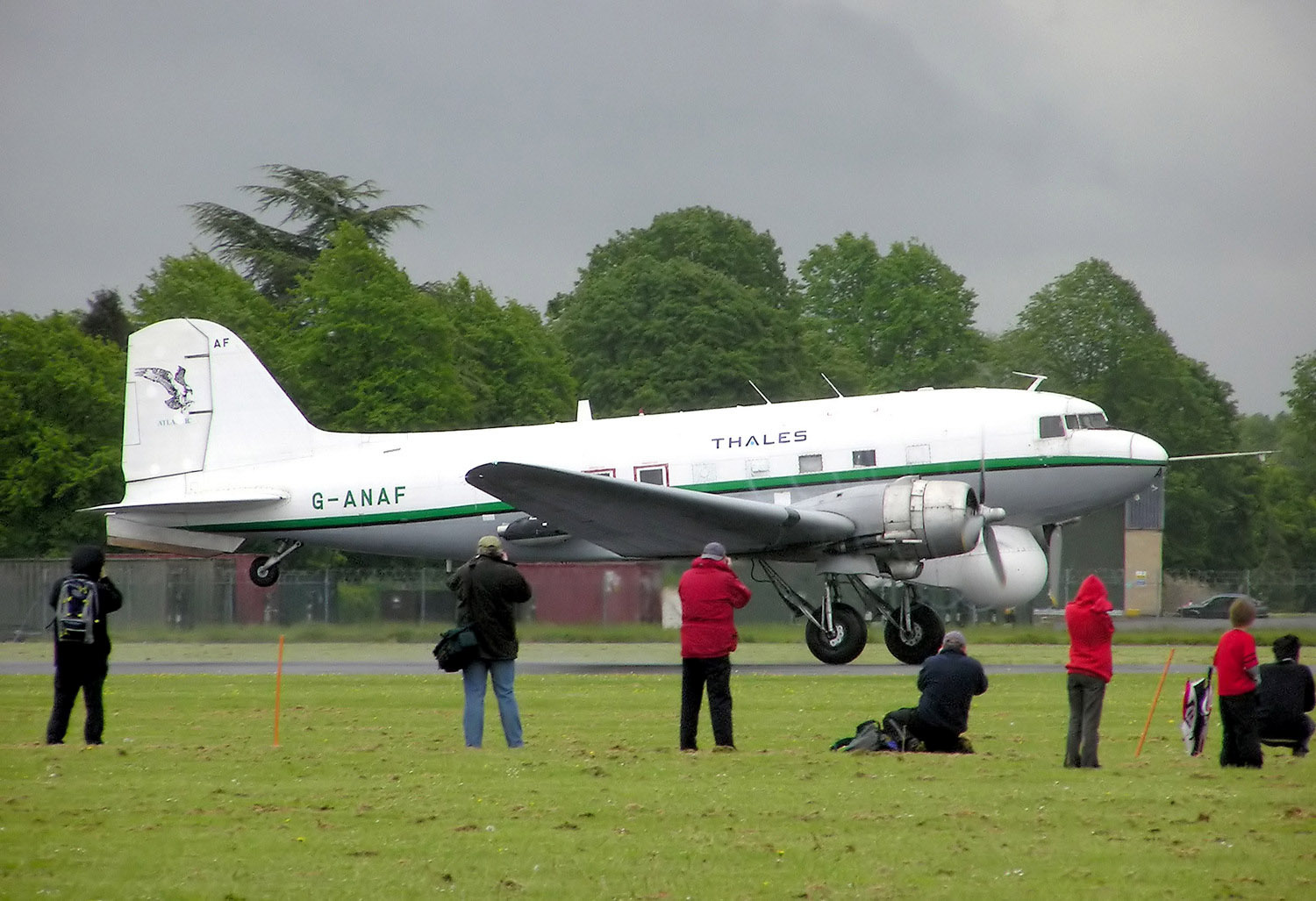
En högst ovanlig DC-3 med en radom tillfälligt monterad under nosen.
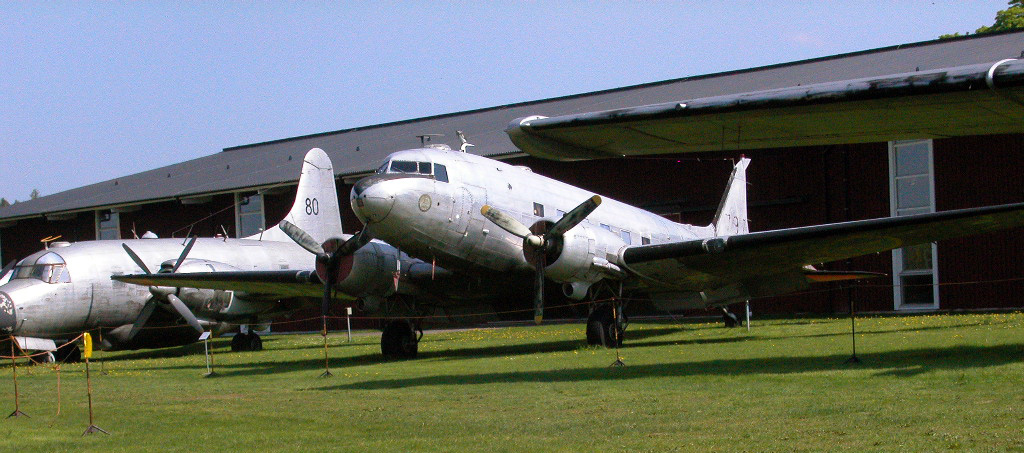
Tp 79 Fv-nummer 79007, utställd vid Flygvapenmuseum, Malmens flygfält, Linköping. I bakgrunden en Tp 82-Vickers Varsity, maj 2003.
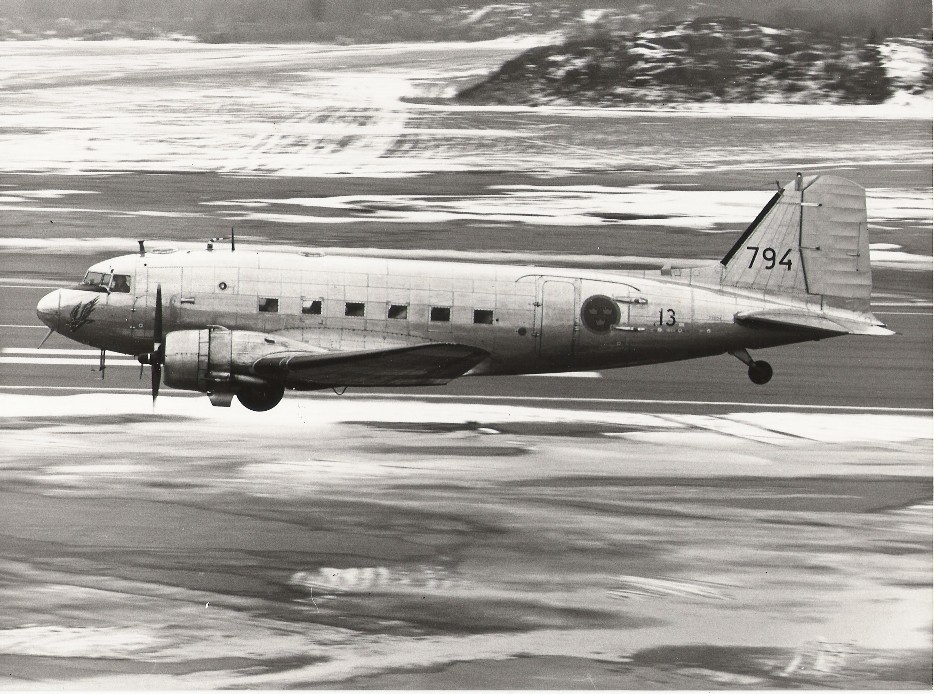
Tp 79 Fv-nummer 79004, låg förbiflygning efter sista militära starten från Bromma 3 april 1984.
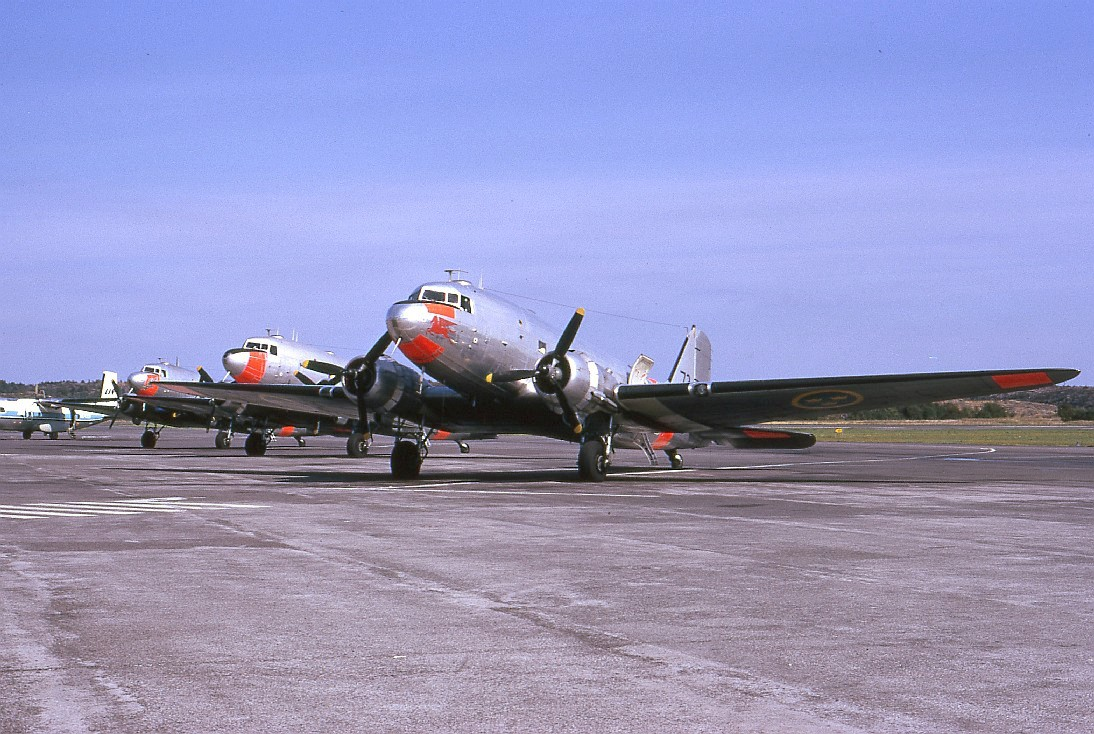
Tre Tp 79 på rad på Torslanda 1973.